# Анцухелидзе, Георгий
Георгий Заурович Анцухелидзе (груз. გიორგი ანწუხელიძე; 18 августа 1984, Квемо-Алвани, Грузинская ССР, СССР — 9 или 10 августа 2008, Южная Осетия) — сержант вооруженных сил Грузии, участник российско-грузинской войны 2008 года. Погиб от пыток в плену. Национальный герой Грузии (посмертно).

## Биография
Георгий Анцухелидзе родился 18 августа 1984 года в селе Квемо-Алвани Грузинской ССР, в 1999 году окончил местную школу. В 2003 году был призван на срочную службу во Внутренних войсках Грузии, после чего остался в армии и служил в 41-м батальоне 4-й пехотной бригады Вазиани.
Во время российско-грузинской войны 2008 года 9 августа попал в плен неподалеку от Цхинвали и до конца года считался пропавшим без вести. В декабре 2008 года Южная Осетия передала несколько изувеченных тел грузинских военнослужащих в Грузию, где по анализу ДНК была установлена принадлежность одного из тел пропавшему Георгию Анцухелидзе. Тело Анцухелидзе было похоронено в братской могиле на Мухатгвердском кладбище в Тбилиси. После смерти у Георгия осталась жена и двое детей. Предки Георгия имели аварские корни и переселились в Грузию из села Анцух Тляратинского района Дагестана.
В январе 2009 году в Интернете появилось видео издевательств южноосетинских сепаратистов над пленным грузинским военным, в котором семья Анцухелидзе узнала Георгия. На видео сепаратисты прыгают на спину пленному, что сидит на земле со связанными руками, и пытаются заставить его целовать землю.

## Судебные иски
Семья погибшего Георгия Анцухелидзе 2010 года направила запрос в российскую прокуратуру с требованием предоставить информацию о причинах смерти их родственника, однако никакого ответа от российской стороны не получила. Того же года вдова погибшего от имени их детей подала иск против России в Европейский суд по правам человека относительно нарушения Россией статей 2 (право на жизнь), 3 (запрет пыток), 5 (право на свободу и личную неприкосновенность) и 13 (право на эффективную правовую защиту) Европейской конвенции по правам человека.

## Память
В честь Анцухелидзе была названа вершина в Тушетии. Имя Георгия Анцухелидзе носят улицы в грузинских городах Тбилиси, Батуми и Гори.